# Yên Thịnh, Yên Định
Yên Thịnh là một xã thuộc huyện Yên Định, tỉnh Thanh Hóa, Việt Nam.

## Địa lý
Xã Yên Thịnh thuộc vùng bán sơn địa của huyện Yên Định, nằm dọc theo con sông Cầu Chày ở phía tả ngạn, cách trung tâm huyện khoảng 10 km về phía tây, cách trung tâm thành phố Thanh Hóa khoảng 40 km về phía tây bắc, có vị trí địa lý:
- Phía nam giáp sông Cầu Chày, hữu ngạn là huyện Thọ Xuân
- Phía bắc giáp xã Yên Hùng
- Phía đông giáp xã Yên Lạc
- Phía tây giáp xã Yên Phú.

Xã Yên Thịnh có diện tích 6,48 km², dân số năm 2019 là 4.912 người, mật độ dân số đạt 758 người/km².

## Hành chính
Xã Yên Thịnhđược chia thành 5 thôn: 1, 2, 3, 4, 5.